# Universidade Católica Australiana
A Universidade Católica Australiana (em inglês: Australian Catholic University) é uma universidade da Austrália. Foi fundada em 1991.